# Colostygia ruficinctaria
Colostygia ruficinctaria là một loài bướm đêm trong họ Geometridae.